# Jose Benavidez
Pour les articles homonymes, voir Benavidez.
José Luis Benavidez est un boxeur américain né le 15 mai 1992 à Panorama City, champion du monde par intérim des super-légers en 2014 et 2015. Son frère David Benavidez a été champion du monde WBC des super-moyens.

## Carrière

### Amateur
En boxe amateur, José Benavidez a remporté de nombreux titres, en particulier le championnat américain des gants d'or, en catégorie super-légers en 2009. À 16 ans, il est le plus jeune vainqueur de tous les temps. Il compte 120 victoires pour 5 défaites.

### Débuts en professionnel
Il a disputé son premier combat professionnel à 17 ans, le 16 janvier 2010, en poids super-légers. Remportant ses premiers combats par KO, il est devenu en parallèle le sparring-partner de plusieurs champions du monde : Manny Pacquiao, Amir Khan et Timothy Bradley. Il a à ses côtés l'entraineur de Pacquiao, Freddie Roach. Son promoteur est Bob Arum. Benavidez combat 9 reprises en 2010, remportant ses 9 premiers combats par KO, tous dans les 3 premiers rounds. Montant en poids welters en 2011, il continue d'enchainer les victoires dans les années suivantes.

### Premières ceintures
Il remporte le 26 juillet 2014 le titre NABF en welters, en battant Henry Auraad par KO au premier round.
Le 12 décembre 2014, redescendu en poids super-légers, il affronte Mauricio Herrera pour le titre de champion du monde WBA par intérim. Il remporte une 22e victoire consécutive, les juges le donnant vainqueur par décision unanime, bien que la décision soit contestée au vu des statistiques du match. Il défend cette ceinture le 15 mai 2015 en battant Jorge Paez Jr par KO technique à la 12e reprise, après avoir envoyé son adversaire au tapis au 3e round.
Dans des combats sans titre en jeu, il remporte ensuite deux larges victoires par décision unanime des juges en 10 rounds.

### Coup d'arrêt
Le 25 août 2016, un inconnu lui tire dessus dans les rues de Phoenix. Ses blessures ne sont pas mortelles et il en guérit, mais ne combat pas en 2017.

### Premier retour
Il fait son retour en février 2018, pour une victoire par KO technique au 8e round sur Matthew Strode, puis bat au 1er round le vénézuélien invaincu Frank Rojas. Le 13 octobre 2018, il affronte Terence Crawford, champion WBO des poids welters. Largement en retard sur les cartes des juges au début du 12e round, il est envoyé à terre dans cette reprise puis s'incline par arrêt de l'arbitre.

### Deuxième retour
En 2021, il fait match nul avec Francisco Emanuel avant de connaître sa deuxième défaite contre Danny Garcia le 30 juillet 2022.

## Filmographie
Sauf indication contraire, les informations mentionnées dans cette section peuvent être confirmées par la base de données cinématographiques IMDb,  présente dans la section « Liens externes ».
- 2023 : Creed 3 (Creed III) de Michael B. Jordan : Felix Chavez